# Kammerspiel
Ne pas confondre avec le Kammerspiele
Le Kammerspiel (ou Kammerspiel film, en français film de chambre) est un courant de l'histoire du théâtre et du cinéma allemand des années 1920. Le nom signifie « jeu (au sens du jeu d'acteur) de chambre » et évoque la musique de chambre (Kammermusik),.
Issu des travaux du metteur en scène de théâtre Max Reinhardt, le Kammerspiel respecte le principe des trois unités : unité de lieu, unité de temps, unité d'action.
Le Kammerspiel est un naturalisme intimiste et social qui s'oppose en partie à l'expressionnisme : ils partagent notamment la mise en valeur des éléments symboliques, l'intériorisation et le dépouillement de l'interprétation.